# Estación ferroviaria Ashapurna Devi
La estación de tren Ashapurna Devi es una estación de ferrocarril en el ramal Tamluk-Digha de la zona de ferrocarril del sudeste de los ferrocarriles indios. La estación de tren está situada junto a la calle Chawlkhola Mandarmani Road, Jinandipur en el distrito de Purba Medinipur en el estado indio de Bengala Occidental. Esta estación lleva el nombre de la notable novelista bengalí Ashapoorna Devi, como reconocimiento a su trabajo de escritora.

## Historia
La línea Tamluk-Digha fue aprobada en el presupuesto ferroviario del periodo 1984 a 1985 a un costo estimado de alrededor de 74 millones de rupias. Finalmente, tras un largo periodo de gestión por la administración india, esta línea se abrió al público en 2004. Esta vía, incluida la estación de tren de Ashapunra Devi, se electrificó en los años 2012 a 2013.
La gestión se realiza por Indian Railways, una entidad gubernamental dependiente del Ministerio de Ferrocarriles que gestiona el sistema ferroviario nacional de la India. Está administrado por el gobierno como un bien público y administra la tercera red ferroviaria más grande del mundo por tamaño, con una longitud de vías de 68,155 km (42,350 mi) a marzo de 2019. 40,576 km (25,213 mi) o 64% de todas las rutas de vía ancha están electrificadas con tracción eléctrica de 25 kV 50 Hz CA a partir de agosto de 2020.
Al 1 de abril de 2020, Indian Railway ha electrificado el 58,49% o 39,866 km (24,772 mi) del total de kilómetros de vías. Indian Railway utiliza tracción de 25 kV 50 Hz CA en todas sus vías electrificadas. La electrificación ferroviaria en India comenzó con el primer tren eléctrico, entre Chhatrapati Shivaji Terminus y Kurla en la línea del puerto, el 3 de febrero de 1925 en el Great Indian Peninsula Railway (GIPR) a 1500 V CC. El 5 de enero de 1928 se introdujo la tracción de 1500 V CC en la sección suburbana del ferrocarril de Bombay, Baroda y la India central entre Colaba y Borivili, y entre la playa de Madras y Tambaram del ferrocarril de Madrás y el sur de Mahratta el 11 de mayo de 1931, para hacer frente al tráfico creciente de necesidades. La electrificación de 3000 V CC de la sección Howrah-Burdwan del ferrocarril del este se completó en 1958. El primer servicio EMU de 3000 V CC comenzó en la sección Howrah-Sheoraphuli el 14 de diciembre de 1957. Las investigaciones y los ensayos en Europa, especialmente en los ferrocarriles franceses (SNCF), indicaron que 25 kV AC era un sistema de electrificación económico. Indian Railways decidió en 1957 adoptar 25 kV AC como estándar, con SNCF como consultor en las primeras etapas. La primera sección de 25 kV de CA fue Raj Kharswan-Dongoaposi en el Ferrocarril del Sureste en 1960. Las primeras EMU de 25 kV de CA, para el servicio suburbano de Calcuta, comenzaron a funcionar en septiembre de 1962. Para la continuidad, la sección Howrah-Burdwan del Ferrocarril del Este y la sección Madras Beach-Tambaram del ferrocarril del sur se convirtió a 25 kV CA en 1968. Debido a las limitaciones en el sistema de tracción de CC, se tomó la decisión de convertir el sistema de tracción eléctrica de la red ferroviaria suburbana de Mumbai de WR y CR de 1,5 kV CC a 25 kV CA en 1996–97. La conversión de tracción DC a AC se completó en 2012 por Western Railway y en 2016 por Central Railway. Desde entonces, toda la red ferroviaria principal electrificada de la India utiliza 25 kV de CA, y la tracción de CC se utiliza sólo para metros y tranvías.